# فرودگاه ممریال ابیویل کریس کروستا
فرودگاه ممریال ابیویل کریس کروستا (به انگلیسی: Abbeville Chris Crusta Memorial Airport) یک فرودگاه همگانی بهره‌برداری هوایی است که یک باند فرود آسفالت دارد و طول باند آن ۱۵۲۴ متر است. این فرودگاه در کشور ایالات متحده آمریکا قرار دارد و در ارتفاع ۵ متری از سطح دریا واقع شده‌است.